# Con lừa của Buridan

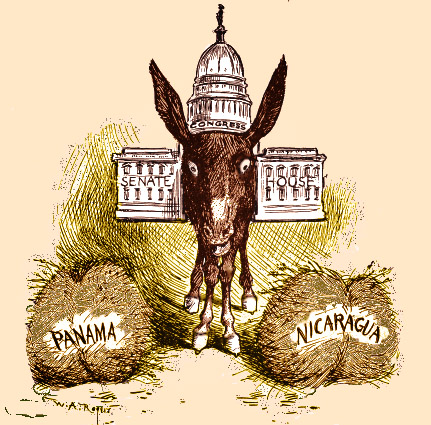
Biếm họa chính trị vào những năm 1900, cho thấy Quốc hội Hoa Kỳ giống như con lừa của Buridan (trong phiên bản hai đống cỏ khô), đang do dự giữa tuyến đường Panama hay tuyến đường Nicaragua cho kênh Đại Tây Dương - Thái Bình Dương.

Con lừa của Buridan (tiếng Anh: Buridan's ass hay Buridan's donkey) là một minh họa cho một nghịch lý trong triết học trong quan niệm về ý chí tự do. Nó mô tả một tình huống giả định, trong đó một con lừa vừa đói vừa khát được đặt chính xác giữa một đống cỏ khô và một thùng nước. Nghịch lý giả định rằng con lừa sẽ luôn đi đến chỗ nào gần hơn, vì thế nó sẽ chết vì đói và khát vì nó không thể đưa ra bất kỳ quyết định hợp lý nào giữa cỏ khô và nước. Một biến thể phổ biến khác của nghịch lý này đưa ra hai đống cỏ khô giống nhau thay cho cỏ khô và nước; con lừa không thể lựa chọn giữa hai đống cỏ và chết vì đói.
Nghịch lý được đặt tên theo nhà triết học người Pháp thế kỷ 14, Jean Buridan, người có triết lý ủng hộ thuyết quyết định đạo đức. Nó được đặt tên theo ông sau khi những người chỉ trích ông đưa ra khái niệm này nhằm chế giễu triết lý về ý chí tự do của ông. Mặc dù minh họa này được đặt tên theo Buridan, nhưng nhiều triết gia trước đó đã thảo luận về khái niệm này, đặc biệt là Aristoteles, người đã từng đưa ra ví dụ về một người đàn ông đói và khát như nhau, hay Al-Ghazali, cũng đã từng mô tả một người đàn ông khi phải đối mặt với sự lựa chọn giữa những quả chà là tốt ngang nhau.
Một phiên bản của tình huống này xuất hiện dưới dạng tính bất ổn định (metastability) trong điện tử kỹ thuật số, khi một mạch điện tử logic phải quyết định giữa hai trạng thái dựa trên một đầu vào chưa xác định rõ (không phải 0 cũng không phải 1). Trường hợp này có thể gây ra các vấn đề về trạng thái bất ổn định (metastability) của mạch nếu mạch điện tử dành nhiều thời gian hơn mức cần thiết để xử lý ở trạng thái "chưa quyết định" này, thường được cài đặt theo tốc độ đồng hồ xung nhịp của hệ thống.

## Khái quát
Nghịch lý này thực ra đã có từ thời cổ đại trước thời Buridan, được tìm thấy đề cập đến trong cuốn On the Heavens của Aristoteles. Aristoteles trong khi chế nhạo ý tưởng của các nhà ngụy biện cổ đại về việc cho rằng Trái Đất đứng yên chỉ đơn giản là vì nó có hình cầu và bất kỳ lực nào tác động lên nó phải bằng nhau theo mọi hướng, đã mô tả điều này cũng nực cười ngang với việc nói rằng:
... một người đàn ông, vừa đói vừa khát, và bị đặt giữa thức ăn và thức uống, nhất thiết sẽ phải ở nguyên vị trí của anh ta và chết đói.— Aristoteles, On the Heavens 295b, c. 350 BC
Tuy nhiên, ý tưởng này đã phát triển thành một nghịch lý và sau đó đã được Học giả Ba Tư al-Ghazali đánh giá lại. Ông đã thảo luận về việc áp dụng nghịch lý này vào quá trình ra quyết định của con người, đặt câu hỏi liệu có thể đưa ra lựa chọn giữa các hướng tốt như nhau mà không có căn cứ ưu tiên hay không. al-Ghazali nêu quan điểm là khi được cung cấp hai lựa chọn tốt như nhau, ý chí tự do có thể phá vỡ sự bế tắc đó, trong tác phẩm của mình The Incoherence of the Philosophers:
Giả sử có hai quả chà là giống nhau trước mặt một người đàn ông, người có khao khát mãnh liệt nhưng không thể chiếm lấy cả hai. Chắc chắn anh ta sẽ chọn lấy một trong số đó, thông qua một phẩm chất trong anh ta, bản chất của nó là phân biệt giữa hai thứ giống nhau.— Abu Hamid al-Ghazali, The Incoherence of the Philosophers, c.  1100
Sau đó, Jean Buridan khám phá nghịch lý này sâu hơn, mặc dù ông chưa bao giờ đề cập đến hình tượng con lừa trong các bài viết của mình, nhưng đề cập đến một chủ đề tương tự nhằm bảo vệ quan điểm của thuyết tất định đạo đức, cho rằng một con người khi phải đối mặt với các hành động lựa chọn thay thế phải luôn chọn điều tốt đẹp hơn. Trước những lựa chọn thay thế tốt như nhau, Buridan tin rằng không thể đưa ra một lựa chọn hợp lý:
Nếu hai phương án được đánh giá ngang nhau, thì ý chí không thể phá vỡ thế bế tắc, tất cả những gì nó có thể làm là đình chỉ phán xét cho đến khi hoàn cảnh thay đổi, và hành động đúng đắn rõ ràng.— Jean Buridan, c. 1340
Zbigniew Lipowski, một nhà tâm lý học Ba Lan, đã kết hợp ý tưởng về con lừa của Buridan và tóm tắt lý thuyết của mình trong bài báo mà ông đăng trên Tạp chí Tâm thần học Hoa Kỳ (The American Journal of Psychiatry) năm 1970. Ông đề cập rằng ý chí tự do đôi khi có thể dẫn đến việc không hành động: khi không thể lựa chọn do không chắc chắn và cũng có thể do quá nhiều lựa chọn. Ông gọi đó là xung đột về phương pháp tiếp cận: đối mặt với các lựa chọn hấp dẫn, bạn thấy mình không thể quyết định nhanh chóng với bất kỳ lựa chọn nào trong số chúng. Và ngay cả khi bạn đã chọn, bạn vẫn lo lắng về những cơ hội mà bạn có thể đã đánh mất: nhỡ đâu đống cỏ khô kia có vị ngọt hơn.
Nghịch lý này sau này đã trở nên phổ biến trong văn hóa đại chúng, châm biếm sử dụng hình tượng con lừa của Buridan, đối mặt với cả thức ăn và nước uống, vẫn phải chết vì đói và khát khi đang cân nhắc quyết định.

### Nguyên lý của Buridan
Tình huống giả định của Buridan đã được phân tích lại dựa trên cơ sở toán học trong một bài báo năm 1984 của nhà khoa học máy tính người Mỹ Leslie Lamport. Lamport lập luận rằng, với những giả định nhất định về tính liên tục trong một mô hình toán học đơn giản trên bài toán giả định của Buridan, luôn sẽ có một số điều kiện bắt đầu mà con lừa sẽ chết đói, bất kể nó sử dụng chiến lược lựa chọn gì. Ông minh họa thêm nghịch lý với ví dụ về một người lái xe dừng lại ở đường giao với đường sắt, cố gắng quyết định xem liệu anh ta có thời gian để băng qua trước khi tàu đến hay không. Ông chứng minh rằng bất kể chính sách "an toàn" mà người lái xe áp dụng, do sự thiếu quyết đoán có thể gây ra sự chậm trễ vô thời hạn trong hành động, có một tỷ lệ nhỏ người lái xe sẽ bị tàu đâm. Lamport gọi kết quả này là "nguyên lý của Buridan" (Buridan's principle):
Không thể đưa ra quyết định rời rạc dựa trên đầu vào có dải giá trị liên tục trong một khoảng thời gian giới hạn.
Ông chỉ ra rằng chỉ vì chúng ta không nhìn thấy những con lừa hoặc những người chết đói do thiếu quyết đoán, hoặc các ví dụ khác về trạng thái chưa quyết định của Buridan trong cuộc sống thực, không có nghĩa là nguyên lý này bị bác bỏ. Sự tồn tại của trạng thái chưa quyết định của Buridan trong một khoảng thời gian có thể cảm nhận được đủ chắc chắn mặc dù có thể không được quan sát thấy.

## Ứng dụng vào logic kỹ thuật số: tính bất ổn định
Một phiên bản của nguyên lý Buridan xuất hiện trong kỹ thuật điện tử. Cụ thể, đầu vào cho mạch logic kỹ thuật số phải chuyển đổi giá trị điện áp liên tục thành giá trị 0 hoặc 1, giá trị này thường được lấy mẫu và sau đó được xử lý. Nếu đầu vào thay đổi và ở giá trị trung gian (giữa 0 và 1) khi được lấy mẫu, giai đoạn đầu vào hoạt động giống như một bộ so sánh, giá trị điện áp đầu vào có thể được ví như vị trí của con lừa và các giá trị 0 và 1 đại diện cho các kiện cỏ khô. Như trong tình huống của con lừa đói, lúc này sẽ tồn tại tình huống mà một đầu vào mà bộ chuyển đổi không thể đưa ra quyết định đúng đắn và đầu ra sẽ rơi vào trạng thái cân bằng không ổn định giữa hai trạng thái xác lập (0/1) trong một khoảng thời gian không xác định, cho đến khi nhiễu ngẫu nhiên trong mạch làm cho nó hội tụ về một trong những trạng thái xác lập.
Vấn đề tính bất ổn định (metastability) là một vấn đề quan trọng trong thiết kế mạch kỹ thuật số. Các trạng thái ổn định cần phải được xác lập bất kể đầu vào không đồng bộ (tín hiệu kỹ thuật số không được đồng bộ với tín hiệu đồng hồ) như thế nào. Trong mạch không đồng bộ, một bộ phân xử (Arbiter) sẽ được sử dụng để đưa ra quyết định. Nó đảm bảo luôn sẽ có một kết quả được chọn tại bất kỳ thời điểm nhất định nào nhưng vẫn có thể mất một khoảng thời gian không xác định (mặc dù thường là cực kỳ ngắn) để lựa chọn.

## Trong văn hóa đại chúng
- Lewis Cass, ứng cử viên đảng Dân chủ cho vị trí tổng thống Mỹ năm 1848, bị Abraham Lincoln so sánh tương phản với con lừa của Buridan: "Thưa ngài Chủ tịch, chúng ta đều đã nghe nói về con vật đang đứng lưỡng lự giữa hai đống cỏ khô và chết đói. Điều tương tự sẽ không bao giờ xảy ra với Tướng Cass; đặt các đống cỏ cách nhau hàng nghìn dặm, anh ta sẽ đứng yên ở giữa chúng và ăn cả hai cùng một lúc, và thậm chí thảm cỏ xanh nối thẳng giữa chúng cũng có thể bị xơi hết cùng một lúc."[11][12] (Ám chỉ đến sự ủng hộ của Cass đối với "chủ quyền nhân dân" (popular sovereignty) trong giai đoạn cận Nội chiến).
- L'âne de Buridan là một bộ phim hài của Pháp năm 1932, được đặt tên theo nghịch lý Con lừa của Buridan.[13]
- "Buridan's Ass" là tên của tập thứ sáu trong mùa đầu tiên của loạt phim truyền hình Fargo của FX.[14]
- Trong cuốn tiểu thuyết The Eight Doctors của BBC Books, mô tả tình huống áp dụng theo nghịch lý Con lừa của Buridan khi các bác sĩ Thứ Năm và Thứ Tám phải đối mặt với một Robot Chiến binh Raston. Các bác sĩ đứng cách xa Robot ở khoảng cách bằng nhau khi nó đến gần họ; Không thể quyết định sẽ tấn công cái nào trước (vì Robot tấn công bằng cách cảm nhận các mẫu não giống hệt nhau trong hai Bác sĩ), vì thế Robot sẽ tắt.[15]
- Aleksander Fredro, nhà thơ Ba Lan thế kỷ 19, đã kể câu chuyện về một con lừa chết vì đói vì không thể quyết định giữa yến mạch và cỏ khô được phục vụ trong hai cái máng.[16]